# Nebelbogen

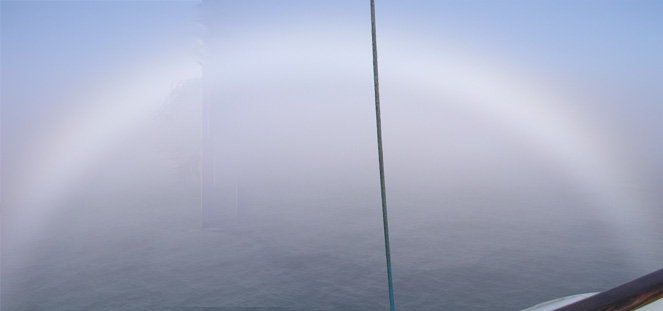
Nebelbogen

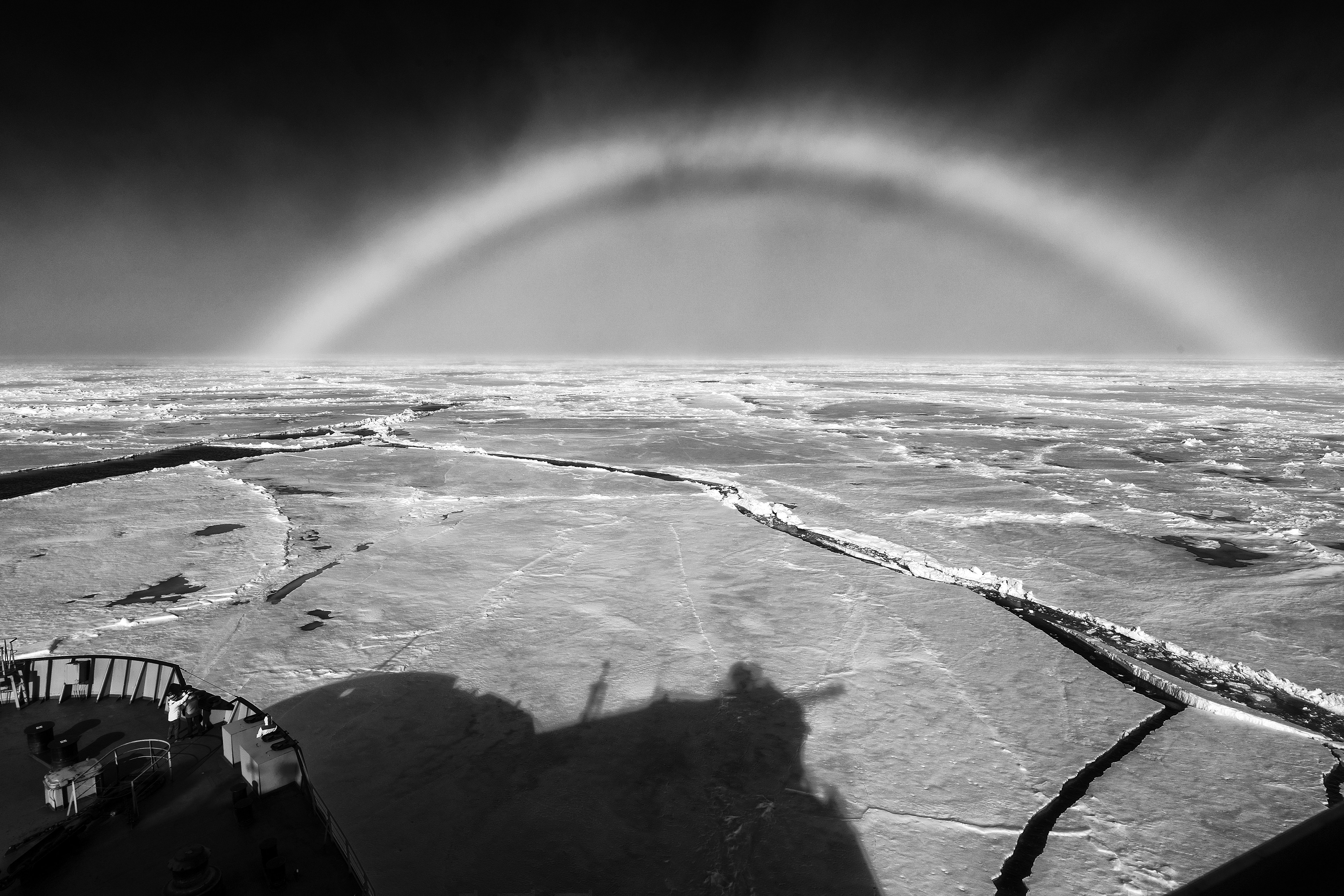
Nebelbogen in der Arktis (2015)

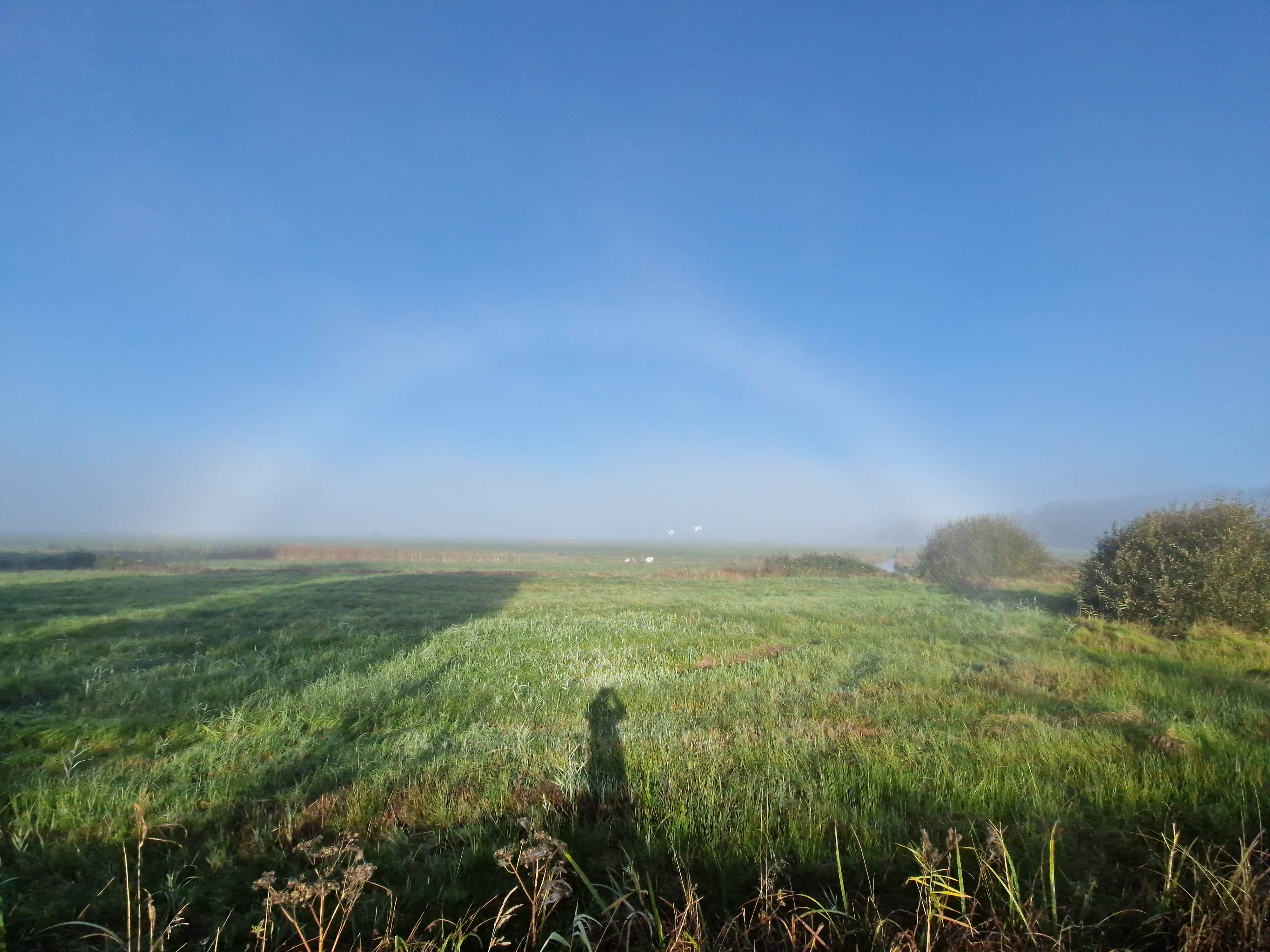
Nebelbogen in der Wümmeniederung, Bremen, Oktober 2024

Der Nebelbogen (auch weißer Regenbogen) ist eine Erscheinung der atmosphärischen Optik in Form eines kreisförmigen, weiß leuchtenden Bogens. Es handelt sich um eine Sonderform des Regenbogens, die durch besonders feine Tröpfchen bedingt ist.

## Beobachtung
Ein Nebelbogen entsteht, wenn die Sonne auf eine Nebelwand scheint und das Licht durch die mindestens 5 Mikrometer großen Tropfen reflektiert wird. Im Vergleich mit dem Regenbogen ist das Band des Nebelbogens ungefähr doppelt so breit und das einfallende weiße Licht wird nicht in verschiedene Farben gebrochen. Der Nebelbogen liegt der Sonne immer gegenüber. Sein Radius beträgt bis zu 42° und wird bei abnehmender Tröpfchengröße kleiner. Sind die Tröpfchen kleiner als 5 Mikrometer, kann der Nebelbogen mit dem bloßen Auge nicht mehr wahrgenommen werden. Zur Beobachtung ist es weiterhin erforderlich, dass man als Beobachter vor der Nebelwand mit der Sonne im Rücken steht, da sonst das Licht durch den Nebel schon zu sehr abgeschwächt ist.
Häufig kann der Nebelbogen zusammen mit dem Brockengespenst und der Glorie beobachtet werden.

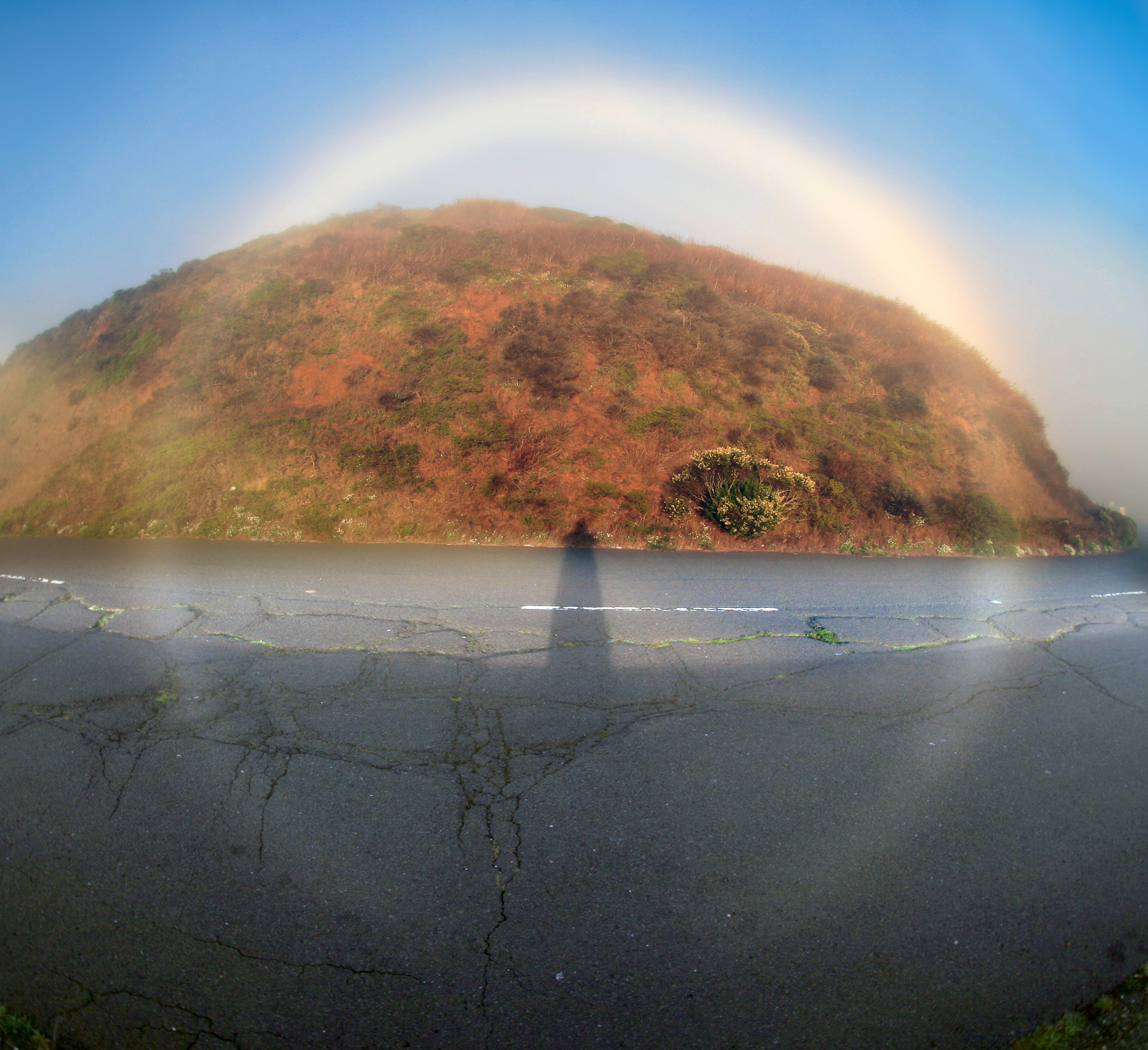
360° Nebelbogen

## Entstehung
Der Nebelbogen entsteht, genau wie der Regenbogen, durch Brechung des Lichts an den Wassertropfen in der Luft. Der Unterschied liegt in der Größe der Wassertropfen. Große Wassertropfen von mehr als 1,5 mm führen zu einer deutlichen Trennung der Farben. Unter 1,5 mm Tröpfchengröße wird zunächst die Rotfärbung schwächer. In Nebelschwaden mit Tröpfchengrößen zwischen 10 μm (0,01 mm) und 50 μm (0,05 mm) überlagern Beugungseffekte die für die Farbtrennung verantwortlichen Brechungseffekte so stark, dass allenfalls am Rand des Bogens Farben (innen blau, außen gelb) wahrnehmbar sind. Im Wesentlichen erscheint der Bogen weiß.
Bei noch kleineren Tröpfchengrößen erscheint der Nebelbogen immer lichtschwächer. Unter etwa 5 μm (0,005 mm) überlagern Streuungseffekte die Beugungs- und Brechungseffekte so stark, dass ein Nebelbogen nicht mehr wahrgenommen werden kann.